# Spießrutenlaufen

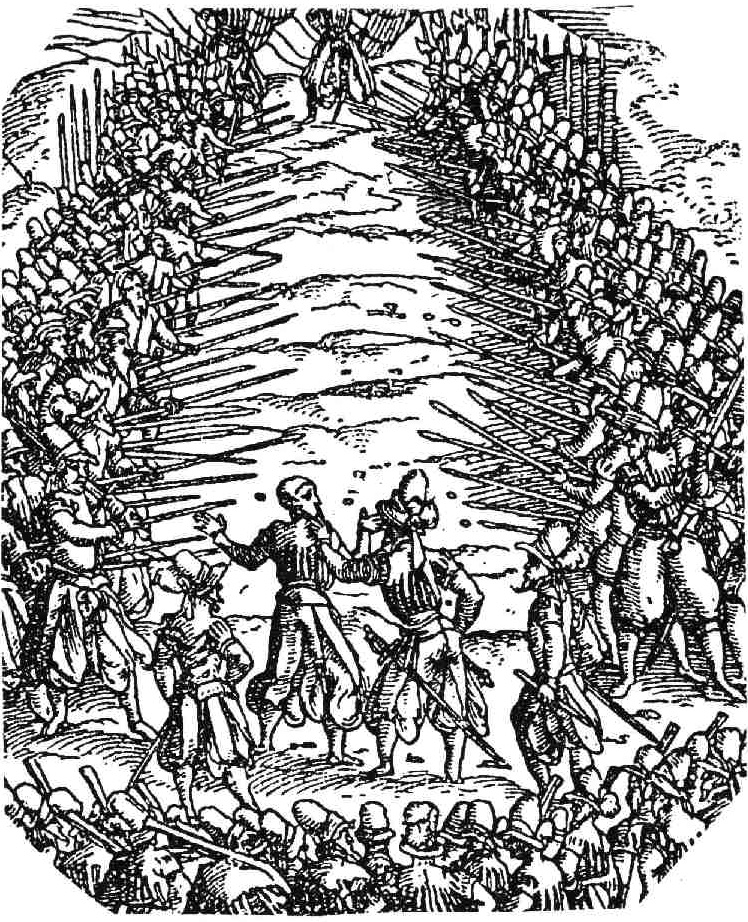
Spießgasse. Aus dem Frundsberger Kriegsbuch von Jost Amman, 16. Jahrhundert

Spießrutenlaufen (auch Spitzruten- oder Gassenlaufen genannt) bezeichnet eine militärische Leibesstrafe, die bis ins 19. Jahrhundert wegen mehr oder weniger schwerer Vergehen durch Kriegs- oder Standgericht über einfache Soldaten verhängt wurde.

## Militärische Strafe

### Historische Vorgänger
Ähnliche Strafen waren auch bei den Römern im Gebrauch; siehe Fustuarium.

### Hinrichtung mit Lanzen (15.–16. Jahrhundert)

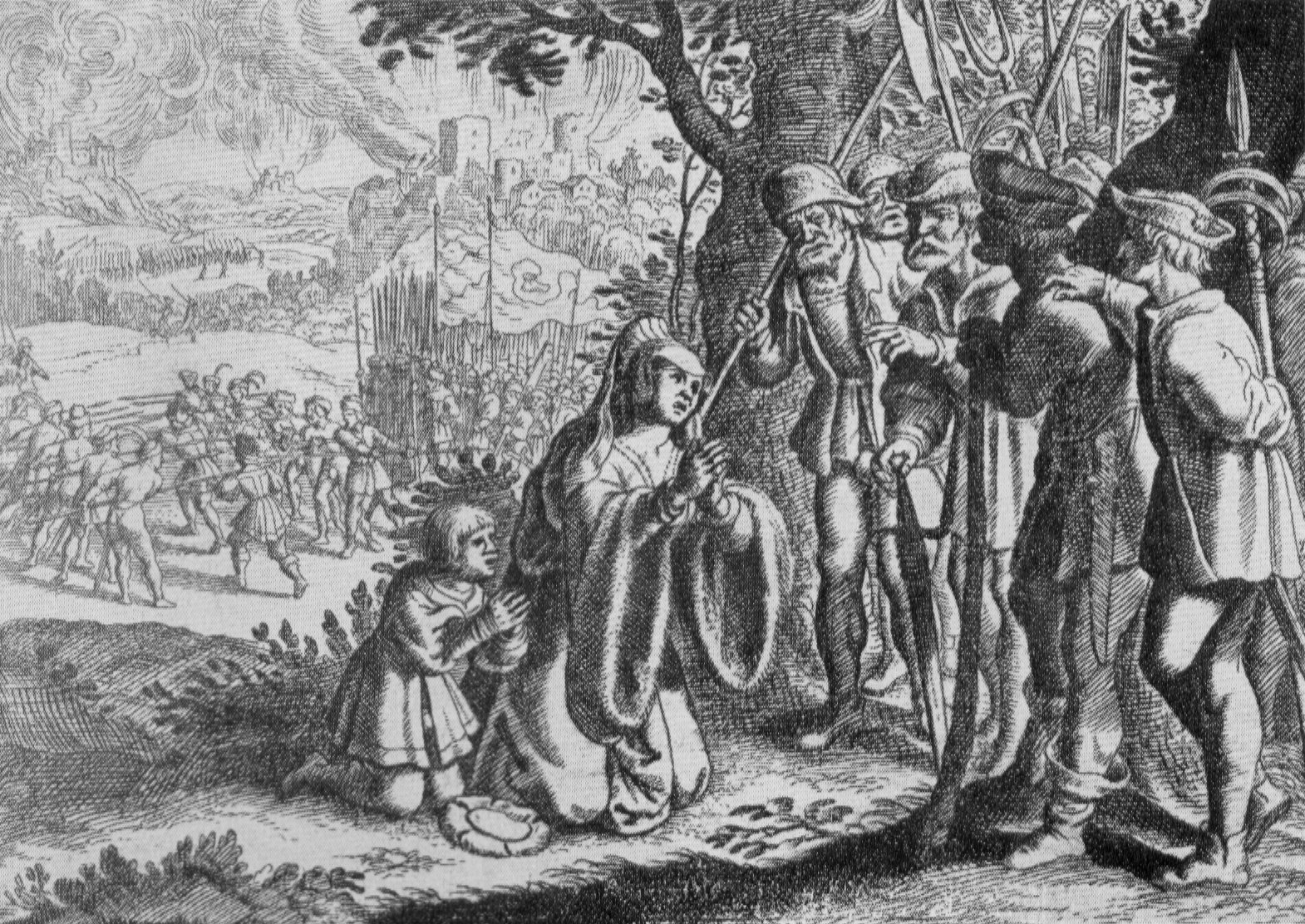
Spießrutenlaufen (im Hintergrund) während der Weinsberger Bluttat 1525. Kupferstich von Matthäus Merian d. Ä.

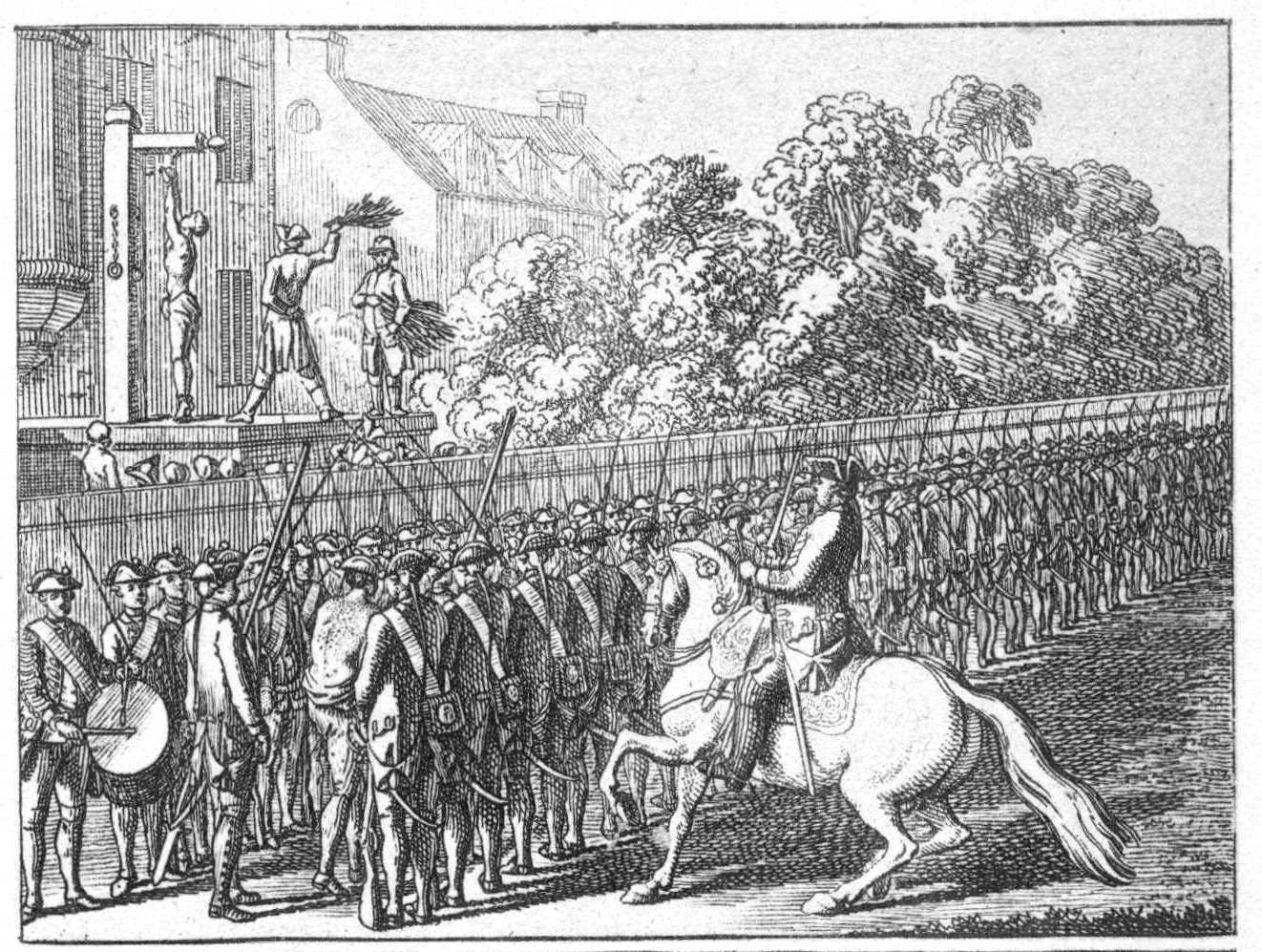
Spießrutenlauf, im Bildhintergrund ist das Stäupen eines Verurteilten zu sehen. (Daniel Nikolaus Chodowiecki, 1776)

Der Spießrutenlauf geht vermutlich auf das „Recht der langen Spieße“ oder das Lanzengericht der Landsknechte zurück. Kam es zu unehrenhaften oder besonders schweren Straftaten, die die Ehre des gesamten Landsknechtsfähnleins oder ‑regiments befleckten, so traten der Profoss oder Provost als öffentlicher Ankläger und die Landsknechtsgemeinde als Richter auf. Die Landsknechtsgemeinde bestimmte drei Gruppen, die unabhängig voneinander ein Urteil empfahlen: Freispruch, Gnadenspruch oder Todesurteil. Während der Profoss das Todesurteil begründete, konnte der Angeklagte seine Unschuld beteuern oder um Gnade flehen. Traten die Landsknechte für das Todesurteil ein, so begaben sie sich an die Richtstätte und bildeten dort in Ost-West-Richtung eine Gasse, an deren Seiten die Spießträger sich in zwei fest geschlossenen Dreierreihen aufstellten. Ließ ein Spießträger eine Lücke, um den Todeskandidaten entrinnen zu lassen, so drohte diesem, an Stelle des Delinquenten durch die Gasse laufen zu müssen. Am Ende der Gasse standen die Fähnriche mit den gesenkten, in Unehre gefallenen Fahnen. Der Verurteilte musste vor seinen Kameraden bekennen, dass er ihnen deren Urteil verzeihe. Dreimal durchschritt der „arme Mann“ begleitet vom Profoss nun die Gasse, um von seinen Kameraden Abschied zu nehmen und sie um Verzeihung für seine Schandtat zu bitten, dann rollten die Fähnriche die Fahnen ein und stießen sie umgekehrt in den Boden, der Profoss schlug dem Sünder dreimal auf die Schulter, der Todgeweihte betrat die Gasse und marschierte auf die Fahnen zu. Richter und Henker waren in diesem Fall die Landsknechte selbst, die mit den zustoßenden Spießen die Schandtat straften und damit die Ehre der Fahne wiederherstellen konnten.

### Auspeitschung mit Ruten (18.–19. Jahrhundert)
Im Zeitalter des Absolutismus wurde der Spießrutenlauf zum festen Bestandteil der Disziplinargewalt. Unter Aufsicht von Offizieren bildeten bis zu mehrere hundert Soldaten mit vorgestelltem Gewehr eine etwa zwei Meter breite Gasse, die der bis zum Gürtel entblößte Verurteilte mit auf der Brust zusammengebundenen Händen mehrmals langsam bei Trommelschlag durchschreiten musste. Hierbei erhielt er von jedem Soldaten mit einer Hasel- oder Weidenrute (Spieß- oder Spitzrute) einen Schlag auf den Rücken. Um den Verurteilten am schnellen Gehen zu hindern, schritt ein Unteroffizier voraus, der ihm eine Säbelspitze vor die Brust hielt.
Bei der preußischen Kavallerie wurden bis 1752 statt der Ruten Steigbügelriemen (daher Steigriemenlaufen) verwendet.
In der Seefahrt des 18. und 19. Jahrhunderts galten das Spießrutenlaufen (seemännisch durch die Daggen laufen, mit Tampen anstelle von Ruten) und das Kielholen als die schwersten aller Körperstrafen. Für minderschwere Verbrechen war vor allem in den Niederlanden das Fahren/Fallen von der Rah vorgesehen.
Ein sechsmaliges Spießrutenlaufen durch 300 Mann an drei Tagen mit Überschlagen je eines Tags wurde der Todesstrafe gleich geachtet und hatte auch gewöhnlich den Tod zur Folge. Konnte der Verurteilte nicht mehr gehen, so wurde er auf Stroh gelegt und erhielt dann die festgesetzte Anzahl von Streichen. Um „sich den Schmerz zu verbeißen“, hielt der Verurteilte beim Spießrutenlaufen eine Bleikugel zwischen den Zähnen.
Der mit dieser Bestrafungszeremonie verbundene hohe Personalaufwand erklärt sich aus der beabsichtigten Abschreckungswirkung auf die versammelten Soldaten. Im Unterschied zum Stäupen betrachtete man das Spießrutenlaufen nicht als eine entehrende Bestrafung, wie Daniel Chodowieckis bekannter Kupferstich Das ehrliche Gassenlaufen, und die unehrliche Stäupung für Johann Bernhard Basedows Elementarwerk zeigt.
Diese äußerst harte Strafe wurde in Preußen 1806, in Württemberg 1818, in Österreich 1855 und in Russland erst 1863 abgeschafft.

## Übertragener Sinn
Als „Spießrutenlauf“ bezeichnet man heute im übertragenen Sinn eine Situation, in der jemand hintereinander von mehreren Menschen (seltener auch Institutionen, z. B. Behörden) aus einem einheitlichen Grund starke Gegnerschaft bis hin zu Schikane erfährt. Den Grund beurteilt der Sprecher dabei nicht als gerechtfertigt oder ungerechtfertigt. Anwendung findet der Ausdruck meist auf Situationen, die im weitesten Sinne noch eine Bewegung (einen „Lauf“) beinhalten, etwa das Vorbeigehen an einer Menge von lautstarken Kritikern oder auch den Gang zu mehreren Behörden; seltener wird er aber auch für Fälle ohne Fortbewegung, wie unangenehme Besprechungen in einem Unternehmen oder politische Diskussionen, eingesetzt.

## Darstellung in Spielfilmen
- Die Männer in der Todesschanze (DDR)/ Die Hoffnungslosen (West-Deutschland) (Originaltitel Szegénylegények; Miklós Jancsó, Ungarn 1966)
- Barry Lyndon (Stanley Kubrick, Großbritannien 1975)
- Trenck – Zwei Herzen gegen die Krone (ZDF-Fernsehmehrteiler, Gernot Roll, Deutschland 2003)